# Ô tác Macqueen
Ô tác Macqueen (danh pháp khoa học: Chlamydotis macqueenii) là một loài chim trong họ Ô tác (Otididae). Nó từng được xem là một phân loài của ô tác Houbara (Chlamydotis undulata). Hai loài này là các thành viên duy nhất của chi Chlamydotis. Ô tác Macqueen được tìm thấy ở vùng hoang mạc và steppe tại châu Á, miền đông bán đảo Sinai mở rộng đến Kazhakstan và Mông Cổ.